# Csoportpolarizáció
A csoportpolarizáció a csoportdinamika egyik alapvető folyamata, hiszen ezáltal alakulnak ki és indulnak el a csoporton belüli a gondolkodási folyamatok.

## Mit érdemes tudni előzetesen?
A társadalmi élet egyik alapigazsága, hogy több szem többet lát. A döntéseket esküdtszékre, igazgatótanácsokra bízzuk és az obszcenitás  megítélésében is közösségi mércét alkalmazunk – azt vesszük alapul, amit az adott közösségből a többség érvényesnek tart. Abban bízunk, hogy a csoport tagjainak kölcsönös interakcióiból és egymásra gyakorolt hatásából egyfajta kollektív bölcsesség születik. 

### Interakciók és társas normák kialakulása
Azonban amikor egy csoportban az emberek interakcióba lépnek gondolataik, érzelmeik és tetteik hajlamosak egymás irányába változni fokról fokra, mígnem teljesen, vagy csaknem egyformává válnak. Ezt a folyamatot tekinthetjük a társas normák kialakulásának.

### Probléma - megoldási módszerek
A demokratikus társadalmakban gyakori probléma-megoldási módszer a döntéshozatali testületek, bizottságok létrehozása. A tagok többsége kezdetben egy bizonyos közös állásponton van, hisz éppen a kiinduló nézetek azok, amelyek meghatározzák a csoportot. A csoportos vita kontextusában a jóból még jobb, a rosszabból még rosszabb lesz. 

### Csoporton belüli módosulások
A csoportokban alapvetően kétféle módosulás következik be a döntésekben:  

#### Kiegyenlítődés
Kiegyenlítődésről beszélhetünk amikor a csoport tagjainak nézete megoszlik egy kérdésben, a csoport tagjai kiegyensúlyozottan képviselik mindkét lehetséges álláspontot – vagyis a vélemények eltolódnak.

#### Csoportpolarizáció
Csoportpolarizáció esetén a vélemények eltolódása egyik vagy másik szélsőséges álláspont felé figyelhető meg. Amennyiben kezdetben a csoporttagok többsége nem előítéletes, akkor a vita még inkább az egyenlőségpárti irányba tolja nézeteiket és fordítva. Ilyen esetekben mindig csoportpolarizációs folyamatokról beszélhetünk, hiszen a csoport interakcióját követően a csoport által eredetileg előnyben részesített alternatíva még szélsőségesebbé válhat. 

### Csoportpolarizáció következménye
A csoportpolarizáció mások véleménye szerint is szélsőséges elmozdulás a csoportvita általános következménye (csoportgondolkodás, csoportnyomás).  A hátterében a csoporthoz tartozás bizonyításának a szükséglete áll, amely a hangadó korábbi nézetek megerősödését eredményezi (Soosné dr. Faragó Magdolna 2003).

## Suzan T. Fiske a csoportpolarizációról
Suzan T. Fiske véleménye és észrevétele, hogy a csoportvita során meglepő módon kockázatosabb döntések születnek, mint amit a vita kezdetén bármelyik résztvevő helyesnek tartott. Ezt a jelenséget korábban, eredetileg a kockázatok irányába történő eltolódásnak nevezték. Mára azonban kiderült, hogy a csoportok valóban a szélsőség felé mozdulnak, de időnként a kockázatosabb, máskor az óvatosabb irányba, tehát pontosabban csoportpolarizációnak nevezni az adott jelenséget. 

## Metaanalízis
A metaanalízisek   kezdetben a következő két folyamatot támasztották alá.

### Társas összehasonlítás és normatív befolyásolás
Mások véleményének ismerete a társas összehasonlítás révén normatív befolyásolást eredményez. Mivel a csoportvita olyan kulturális  normákat fed fel, amelyek az egyén értékeinél szélsőségesebbek, a csoporttagok megváltoztatják véleményüket, hogy kihívják mások helyeslését.

### Informatív befolyásolás
Mások véleményének végighallgatása informatív befolyásolást eredményez. Mivel a csoportvita azokat az új érveket emeli ki, amelyek a kezdeti tendenciát támogatják, a csoporttagok a vita során szélsőségesebbek lesznek.

## Későbbi kutatások eredményei
A későbbi kutatások azonban további véleményeket és észrevételeket fogalmaztak meg.

### Társas identitás és önkategorizáció
A társas identitás –önkategorizáció megközelítését is, amely szerint a csoporttagok megalkotják a csoportprototípusokat, és a továbbiakban ehhez igazodnak. Ez az ideális prototípus szélsőségesebb, mint az átlagvélemény, tehát az ehhez való alkalmazkodás polarizációhoz vezet.

### Többféle álláspont
Minél többet ismétlik álláspontjukat a résztvevők, annál határozottabbak lesznek. Ez összhangban van a puszta észlelés, hozzáférhetőség és az én-felnagyítás hatásaival (Fiske 2006).

## Internet vs. csoportpolarizáció
Mivel napjainkban az internet világa és az internet adta lehetőségek olyan nagymértékben befolyásolják mindennapjainkat, úgy véltem érdemes lenne megnézni, hogy ez a csoportpolarizációs folyamat hogyan jelenik meg az internethasználatban.
A csoportpolarizáció, azaz a szélsőségek megjelenése, a mérsékelt hangok erőtlensége az interneten is megfigyelhető. Az internet akkor teremt erős hajlamot a csoportpolarizációra, ha a csoporttagok valamifajta csoportazonosságot éreznek. Az interneten ugyanis akármilyen nem éppen helyt álló elképzelésünk is van, visszhangra találhatunk, és a beszélgetés elfogulttá válik, a hasonszőrűek támogatásával mi magunk is radikalizálódunk, márpedig ilyenkor a  mérsékelt hangvételnek lőttek (Wallace 2002).

## Összefoglalás, avagy amit érdemes tudni a csoportpolarizációról
Összefoglalva, amit érdemes tudni a csoportpolarizációról: A csoportpolarizáció tehát mindannyiszor felléphet, valahányszor hasonló gondolkodású emberek  interakcióba lépnek egymással. A csoportpolarizáció az információfeldolgozás mélységével magyarázható. Mind a szisztematikus, mind a felületes feldolgozásmód jellemző a mások nézeteiről szerzett információra csoportosan adott reakciókra is. Néha csak megnézzük, hogyan gondolkodnak mások és a magyarázattal nem törődve a többségi véleményt fogadjuk el. Amikor azonban olyan helyzetben vagyunk, hogy nagyon is számít a mi döntésünk (pl. bizottságban) a többiek álláspontján túl meg akarjuk érteni érveiket, indítékaikat, bizonyítékaikat is. A csoportpolarizáció azonban attól függetlenül végbe mehet, hogy szisztematikus  vagy felületes feldolgozásmódot  alkalmazunk.

## Szakértői csoport létrehozása
Továbbá ne gondoljuk azt, hogy amennyiben szakértői csoportokat állítunk fel – ahogy a bevezetésben is említettem – jobb döntések fognak tudni hozni, csak azért, mert sok okos ember együtt bölcsebb lenne. A fenti szakirodalmi alátámasztások ugyanis igazolják, hogy a csoportok sokkal szélsőségesebb és kockázatosabb döntésekre is képesek, mint az egyének külön – külön. Azonban az is előfordulhat, hogy túlságosan óvatosak lesznek a csoporttagok. 

### Eltolódási folyamat
A csoport döntésében ugyanis mindig afelé a pólus felé tolódik, amelyet eredetileg eleve előnyben részesítettek. A csoportpolarizáció ugyanis nem jelent mást, minthogy a csoportvita hatására a már eredetileg is uralkodó álláspont még inkább megerősödik, vagy szélsőséges irányba tolódik.